# Bathyplax typhlus
Bathyplax typhlus är en kräftdjursart som beskrevs av Alphonse Milne-Edwards 1880. Bathyplax typhlus ingår i släktet Bathyplax och familjen Goneplacidae. Inga underarter finns listade i Catalogue of Life.